# ゲーム・オブ・ザ・イヤー
ゲーム・オブ・ザ・イヤー（Game of the Year、略称：GotY、GOTY）は、メディアや業界団体などが主催する、その年の優れたゲームソフトを選考し表彰する賞、およびその総称。

## 概要
ゲーム・オブ・ザ・イヤーを発表するメディアなどは世界中に存在していて、GOTY個数も数百個は存在している。であるので、まるで「その年に世界でたった1個あるものである」かのように捉えるのは、正しい捉え方であるとは言い難い。
しかし有数の業界団体や、IGNやGameSpotなど有名な巨大メディアなどが選出するそれぞれのGOTYに注目が集まるのは事実としてあり、たびたびそういったGOTYなどは注目の的になる。
ゲームメーカー側も特にそういったGOTYの受賞時にはプレスリリースを行ったり、GOTYをはじめとして著名部門賞も含めての受賞歴をまとめ載せたり、積極的にアピールとして使うことが多い。
GOTYの判断基準、選出方法などは何かの規定としてどこかで決まっているわけではなく、これもまちまちである。呼び方についても、「年に1回選んで発表する最高賞」であるということは前提として、そのゲームアワードによっては「GOTY賞」ではなく「大賞、最優秀賞、Best Game賞」などなどといった名になることがある。
業界内のアワードの中で、世界の主要ゲームアワードとされているのが、Golden Joystick Awards、The Game Awards、D.I.C.E. Awards、Game Developers Choice Awardsであり、俗に「4大GOTY」と呼ばれている。また、British Academy Games Awards（BAFTA Games Awards）を含めて「5大GOTY」（Five Major GOTY Awards）とする声もある。

## 主催
- 団体
  - インタラクティブ芸術科学アカデミー（AIAS） - 「ダイス賞（D.I.C.E. Awards）」を開催。
  - 英国映画テレビ芸術アカデミー（BAFTA） - 「英国アカデミー賞ゲーム部門（BAFTA Games Awards）」を開催。
  - コンピュータエンターテインメント協会（CESA） - 「日本ゲーム大賞（Japan Game Awards）」と「セデック・アワード（CEDEC AWARDS）」を開催。
  - Game Developers Conference（GDC） - ゲーム開発者会議の意。「Independent Games Festival Awards」と「ゲーム・デベロッパーズ・チョイス・アワード（Game Developers Choice Awards）」を開催。
  - 全米ビデオゲーム業界評論家アカデミー（NAVGTR / National Academy of Video Game Trade Reviewers） - 「NAVGTR Awards」を開催。
  - ニューヨークビデオゲーム評論家サークル（NYVGCC / New York Videogame Critics Circle） - 「ニューヨーク・ゲーム・アワード（New York Game Awards）」を開催。
- プラットフォーマー
  - Valve Corporation（Valve） - デジタルプラットフォーム「Steam」の開発と運営、および「スチーム・アワード（Steam Awards）」を開催。
- テレビ局
  - Spike TV - テレビ受賞ショー「Spike Video Game Awards」を開催。しかし2014年に開催を終了した。
- 個人
  - ジェフ・キーリー（ゲームジャーナリスト） - 「ザ・ゲーム・アワード（The Game Awards）」と「サマー・ゲーム・フェスト（Summer Game Fest）」を開催。
- 出版社
  - ファミ通
  - Computer Gaming World
  - Edge
  - Electronic Gaming Monthly（EGM）
  - Games
  - Game Informer
  - Gamereactor
  - PC Gamer
  - PC World
  - Pelit
  - Play
- ウェブサイト
  - Crispy Gamer
  - Destructoid
  - Eurogamer
  - GameFAQs（ユーザーからの世論調査による）[8]
  - GameSpot
  - GamesRadar+ - 「ゴールデン・ジョイスティック・アワード（Golden Joystick Awards）」を開催。また、1メディアとしても、GJAの開催とは関係がなく、表彰対象の選出を行なっている。
  - GameTrailers
  - Giant Bomb
  - IGN
  - IGN Japan
  - Kotaku
  - Penny Arcade
  - X-Play

など。

## Golden Joystick Awards（Future PLC.）
現在では「現存最古の世界最長のゲームアワード」と呼ばれているのがこの「Golden Joystick Awards」（GJA）である。
Game of the Year / Ultimate Game of the Year 受賞作品
- 1983年 - Jetpac
- 1984年 - ナイト・ロアー
- 1985年 - The Way of the Exploding Fist（英語版）
- 1986年 - ガントレット (ゲーム)
- 1987/1988年 - アウトラン
- 1988/1989年 - 8ビット：オペレーションウルフ　16ビット：スピードボール (ゲーム)（英語版）
- 1989/1990年 - 8ビット：アンタッチャブル (ゲーム)（英語版）　16ビット：キックオフ (ゲームシリーズ)（英語版）
- 1990/1991年 - 8ビット：Rick Dangerous 2（英語版）　16ビット：キックオフ2（英語版）
- 1991/1992年 - ソニック・ザ・ヘッジホッグ (1991年のゲーム)
- 1992/1993年 - ストリートファイターII
- 1996/1997年 - スーパーマリオ64
- 2002年 - グランド・セフト・オートIII
- 2003年 - グランド・セフト・オート・バイスシティ
- 2004年 - Doom 3
- 2005年 - グランド・セフト・オート・サンアンドレアス
- 2006年 - The Elder Scrolls IV: Oblivion
- 2007年 - Gears of War
- 2008年 - コール オブ デューティ4 モダン・ウォーフェア
- 2009年 - Fallout 3
- 2010年 - Mass Effect 2
- 2011年 - Portal 2
- 2012年 - The Elder Scrolls V: Skyrim
- 2013年 - グランド・セフト・オートV
- 2014年 - DARK SOULS II
- 2015年 - ウィッチャー3 ワイルドハント
- 2016年 - DARK SOULS III
- 2017年 - ゼルダの伝説 ブレス オブ ザ ワイルド
- 2018年 - フォートナイト バトルロイヤル
- 2019年 - バイオハザード RE:2（Resident Evil 2）
- 2020年 - The Last of Us Part II
- 2021年 - バイオハザード ヴィレッジ
- 2022年 - ELDEN RING
- 2023年 - バルダーズ・ゲート3
- 2024年 - 黒神話:悟空

## Spike Video Game Awards（Spike TV）
2003年から毎年、Spike TVが「Spike Video Game Awards」を開催している。2013年には「Spike Video Game Awards」は「次世代のVGA」として「VGX」と名を改めたがこれが最終の開催となった。
Game of the Year 受賞作品
- 2003年 - Madden NFL 2004
- 2004年 - グランド・セフト・オート・サンアンドレアス
- 2005年 - バイオハザード4（Resident Evil 4）
- 2006年 - The Elder Scrolls IV: Oblivion
- 2007年 - BioShock
- 2008年 - グランド・セフト・オートIV
- 2009年 - アンチャーテッド 黄金刀と消えた船団（Uncharted 2: Among Thieves）
- 2010年 - レッド・デッド・リデンプション
- 2011年 - The Elder Scrolls V: Skyrim
- 2012年 - ウォーキング・デッド
- 2013年 - グランド・セフト・オートV

## The Game Awards（ジェフ・キーリー）
「Spike Video Game Awards」ではプロデューサー兼司会を務めていたゲームジャーナリストのジェフ・キーリーが2014年から始めたのが「The Game Awards」（TGA）である。TGAはジェフ・キーリーが個人名義で主催しているアワードショーである。また、ジェフ・キーリーは「Summer Game Fest」の開催も行なっている。
Game of the Year 受賞作品
- 2014年 - ドラゴンエイジ:インクイジション
- 2015年 - ウィッチャー3 ワイルドハント
- 2016年 - オーバーウォッチ
- 2017年 - ゼルダの伝説 ブレス オブ ザ ワイルド
- 2018年 - ゴッド・オブ・ウォー
- 2019年 - SEKIRO: SHADOWS DIE TWICE
- 2020年 - The Last of Us Part Ⅱ
- 2021年 - It Takes Two
- 2022年 - ELDEN RING
- 2023年 - バルダーズ・ゲート3
- 2024年 - アストロボット

## D.I.C.E. Awards（AIAS）
「ゲーム業界のアカデミー賞」などとも呼ばれる、Academy of Interactive Arts & Sciences（AIAS）が開催する2012年までの旧名は「Interactive Achievement Awards」。受賞作品はゲーム業界のプロフェッショナルが行う無記名投票により決定する。AIASは2002年から毎年「D.I.C.E. Summit」を開催しており、それからは授賞式典はその中で行う様になった。2013年からはサミット名と同じ様に「D.I.C.E. Awards（ダイス・アワード）」と改名した。
Game of the Year 受賞作品
- 1997年 - ゴールデンアイ 007
- 1998年 - ゼルダの伝説 時のオカリナ（The Legend of Zelda: Ocarina of Time）
- 1999年 - シムピープル（The Sims）
- 2000年 - ディアブロ2
- 2001年 - Halo: Combat Evolved
- 2002年 - バトルフィールド1942
- 2003年 - コール オブ デューティ
- 2004年 - ハーフライフ2
- 2005年 - ゴッド・オブ・ウォー
- 2006年 - Gears of War
- 2007年 - コール オブ デューティ4 モダン・ウォーフェア
- 2008年 - リトルビッグプラネット
- 2009年 - アンチャーテッド 黄金刀と消えた船団（Uncharted 2: Among Thieves）
- 2010年 - Mass Effect 2
- 2011年 - The Elder Scrolls V: Skyrim
- 2012年 - 風ノ旅ビト（Journey）
- 2013年 - The Last of Us
- 2014年 - ドラゴンエイジ:インクイジション
- 2015年 - Fallout 4
- 2016年 - オーバーウォッチ
- 2017年 - ゼルダの伝説 ブレス オブ ザ ワイルド
- 2018年 - ゴッド・オブ・ウォー
- 2019年 - Untitled Goose Game 〜いたずらガチョウがやって来た!〜
- 2020年 - HADES[11]
- 2021年 - It Takes Two
- 2022年 - ELDEN RING
- 2023年 - バルダーズ・ゲート3
- 2024年 - アストロボット

## Game Developers Choice Awards（Informa PLC.）
「Game Developers Choice Awards」（GDC Awards）の受賞作品は毎年Game Developers Conferenceにおいて500人のゲーム開発者達により選出する。
Game of the Year 受賞作品
- 2000年 - シムピープル（The Sims）
- 2001年 - グランド・セフト・オートIII
- 2002年 - メトロイドプライム
- 2003年 - Star Wars: Knights of the Old Republic
- 2004年 - ハーフライフ2
- 2005年 - ワンダと巨像
- 2006年 - Gears of War
- 2007年 - Portal
- 2008年 - Fallout 3
- 2009年 - アンチャーテッド 黄金刀と消えた船団（Uncharted 2: Among Thieves）
- 2010年 - レッド・デッド・リデンプション
- 2011年 - The Elder Scrolls V: Skyrim
- 2012年 - 風ノ旅ビト（Journey）
- 2013年 - The Last of Us
- 2014年 - シャドウ・オブ・モルドール
- 2015年 - ウィッチャー3 ワイルドハント
- 2016年 - オーバーウォッチ
- 2017年 - ゼルダの伝説 ブレス オブ ザ ワイルド
- 2018年 - ゴッド・オブ・ウォー
- 2019年 - Untitled Goose Game 〜いたずらガチョウがやって来た!〜
- 2020年 - HADES
- 2021年 - Inscryption（英語版）
- 2022年 - ELDEN RING
- 2023年 - バルダーズ・ゲート3
- 2024年 - Balatro

## British Academy Games AwardsまたはBAFTA Games Awards（BAFTA）
Best Game 受賞作品
- 1998年 - ゴールデンアイ 007
- 1999年 - ゼルダの伝説 時のオカリナ
- 2000年 - コンソール：MediEvil 2（英語版）　携帯用：ポケットモンスター ピカチュウ　PC：Deus Ex
- 2001年 - コンソール：グランツーリスモ3 A-spec　携帯用：トニー・ホーク プロスケーター2　PC：マックスペイン
- 2002年 - コンソール：Halo: Combat Evolved　携帯用：SMS Chess　PC：ネヴァーウィンター・ナイツ
- 2003年 - コール オブ デューティ
- 2004年 - ハーフライフ2
- 2006年 - ゴーストリコン アドバンスウォーファイター
- 2007年 - BioShock
- 2008年 - スーパーマリオギャラクシー
- 2009年 - バットマン アーカム・アサイラム
- 2010年 - Mass Effect 2
- 2011年 - Portal 2
- 2012年 - Dishonored
- 2013年 - The Last of Us
- 2014年 - Destiny
- 2015年 - Fallout 4
- 2016年 - アンチャーテッド 海賊王と最後の秘宝（Uncharted 4: A Thief's End）
- 2017年 - フィンチ家の奇妙な屋敷でおきたこと
- 2018年 - ゴッド・オブ・ウォー
- 2019年 - Outer Wilds
- 2020年 - HADES[13]
- 2021年 - Returnal
- 2022年 - Vampire Survivors
- 2023年 - バルダーズ・ゲート3
- 2024年 - アストロボット

## CEDEC AWARDS（CESA）
日本のCESAが主催するCEDECが実施する「CEDEC AWARDS」。受賞対象はゲームタイトルのみとはせず、ゲームテクノロジーに対して、またはゲーム開発チーム、個人のゲーム制作者など幅の広い対象としている。選出の流れは、CEDEC AWARDSノミネーション委員会とCEDEC運営委員会が協議し「ノミネーションリスト（優秀賞）」をまず決定して、その後CEDEC関係者達による投票の結果を経て、その中の各部門「最優秀賞」受賞者を決定する。

## 日本ゲーム大賞（CESA）
日本のCESAが主催する「日本ゲーム大賞（Japan Game Awards）」。受賞作品は一般からの投票結果参考と、毎年設置する日本ゲーム大賞選考委員会によって選出する。
年間作品部門 大賞 受賞作品
- 1996年 - サクラ大戦
- 1997年 - ファイナルファンタジーVII
- 1998年 - ゼルダの伝説 時のオカリナ
- 1999年 - どこでもいっしょ
- 2000年 - ファンタシースターオンライン
- 2001年/2002年 - ファイナルファンタジーX
- 2003年 - 太鼓の達人 タタコンでドドンがドン、ファイナルファンタジーXI
- 2004年 - モンスターハンター
- 2005年 - ドラゴンクエストVIII 空と海と大地と呪われし姫君
- 2006年 - 脳を鍛える大人のDSトレーニング、ファイナルファンタジーXII
- 2007年 - Wii Sports、モンスターハンター ポータブル 2nd
- 2008年 - Wii Fit、モンスターハンター ポータブル 2nd G
- 2009年 - マリオカートWii、メタルギアソリッド4
- 2010年 - New スーパーマリオブラザーズ Wii
- 2011年 - モンスターハンター ポータブル 3rd
- 2012年 - GRAVITY DAZE/重力的眩暈:上層への帰還において彼女の内宇宙に生じた摂動
- 2013年 - とびだせ どうぶつの森
- 2014年 - モンスターハンター4、妖怪ウォッチ
- 2015年 - 妖怪ウォッチ2 元祖/本家/真打
- 2016年 - スプラトゥーン
- 2017年 - ゼルダの伝説 ブレス オブ ザ ワイルド
- 2018年 - モンスターハンター：ワールド
- 2019年 - 大乱闘スマッシュブラザーズ SPECIAL
- 2020年 - あつまれ どうぶつの森
- 2021年 - Ghost of Tsushima、モンスターハンターライズ
- 2022年 - ELDEN RING
- 2023年 - モンスターハンターライズ：サンブレイク
- 2024年 - ゼルダの伝説 ティアーズ オブ ザ キングダム

## Steam Awards（Valve Corporation）
デジタルプラットフォーム「Steam」の開発と運営を行なっているValve Corporationが開催している「Steam Awards」。第1回が行われたのは2016年度からであり、第3回からGame of the Year部門賞が新設された。
Game of the Year 受賞作品
- 2016年 - GOTYカテゴリー未設置
- 2017年 - GOTYカテゴリー未設置
- 2018年 - PUBG: BATTLEGROUNDS
- 2019年 - SEKIRO: SHADOWS DIE TWICE
- 2020年 - レッド・デッド・リデンプション2
- 2021年 - バイオハザード ヴィレッジ
- 2022年 - ELDEN RING
- 2023年 - バルダーズ・ゲート3
- 2024年 - 黒神話:悟空

## SXSWゲーム賞
Game of the Year 受賞作品
- 2013年 - The Last of Us
- 2014年 - ドラゴンエイジ:インクイジション
- 2015年 - ウィッチャー3 ワイルドハント
- 2016年 - アンチャーテッド 海賊王と最後の秘宝（Uncharted 4: A Thief's End）
- 2017年 - ゼルダの伝説 ブレス オブ ザ ワイルド（The Legend of Zelda: Breath of the Wild）
- 2018年 - ゴッド・オブ・ウォー
- 2019年 - SEKIRO: SHADOWS DIE TWICE
- 2020年 - HADES[14]
- 2021年 - ファイナルファンタジーXIV: 暁月のフィナーレ（6.0）

## ファミ通アワード / ファミ通・電撃ゲームアワード
「ファミ通アワード」はゲーム雑誌ファミ通が企画した賞で、読者からの一般投票や販売本数などをもとに選出する。2019年度より電撃ブランドと組んだ「ファミ通・電撃ゲームアワード」に移行された。
ゲーム・オブ・ザ・イヤー 受賞作品
- 2005年 - キングダム ハーツII、バイオハザード4
- 2006年 - ファイナルファンタジーXII、ポケットモンスター ダイヤモンド・パール
- 2007年 - モンスターハンター ポータブル 2nd、スーパーマリオギャラクシー
- 2008年 - モンスターハンター ポータブル 2nd G
- 2009年 - ドラゴンクエストIX 星空の守り人
- 2010年 - モンスターハンター ポータブル 3rd
- 2011年 - モンスターハンター3G
- 2012年 - とびだせ どうぶつの森
- 2013年 - モンスターハンター4
- 2014年 - 妖怪ウォッチ2 元祖/本家/真打
- 2015年 - スプラトゥーン
- 2016年 - ポケットモンスター サン・ムーン
- 2017年 - ゼルダの伝説 ブレス オブ ザ ワイルド、ドラゴンクエストXI 過ぎ去りし時を求めて
- 2018年 - モンスターハンター：ワールド、大乱闘スマッシュブラザーズ SPECIAL
- 2019年 - ポケットモンスター ソード・シールド
- 2020年 - あつまれ どうぶつの森
- 2021年 - モンスターハンターライズ
- 2022年 - ELDEN RING
- 2023年 - ゼルダの伝説 ティアーズ オブ ザ キングダム
- 2024年 - ファイナルファンタジーVII リバース

## Destructoid
Destructoid Game of the Yearの受賞作品はデストラクトイドの編集者によって選ばれている。
- 2007年 - BioShock
- 2008年 - Left 4 Dead
- 2009年 - アンチャーテッド 黄金刀と消えた船団（Uncharted 2: Among Thieves）
- 2010年 - スーパーマリオギャラクシー2
- 2011年 - Portal 2
- 2012年 - ウォーキング・デッド
- 2013年 - The Last of Us
- 2014年 - ベヨネッタ2
- 2015年 - ブラッドボーン
- 2016年 - オーバーウォッチ
- 2017年 - ゼルダの伝説 ブレス オブ ザ ワイルド
- 2018年 - ゴッド・オブ・ウォー
- 2019年 - The Outer Worlds
- 2020年 - HADES[16]
- 2021年 - チコリー 色とりどりの物語（英語版）[17]
- 2022年 - ELDEN RING
- 2023年 - ゼルダの伝説 ティアーズ オブ ザ キングダム
- 2024年 - アストロボット

## Eurogamer
「欧州最大級のゲームメディア」とも言われているGamer Networkが運営しているEurogamerでも、Eurogamer Game of the Yearの受賞作品の選出を行なっている。運営元のGamer Networkの名前はEurogamer Networkの略称という意味が由来。2024年にアメリカの大手メディア企業Ziff Davis傘下のメディアグループIGN Entertainmentによる金額非公開の買収が成立した為、Gamer NetworkはIGNの傘下となった。
- 1999年 - Unreal Tournament
- 2000年 - Deus Ex
- 2001年 - グランド・セフト・オートIII
- 2002年 - ICO
- 2003年 - グランド・セフト・オート・バイスシティ
- 2004年 - ハーフライフ2
- 2005年 - サイコノーツ（英語版）
- 2006年 - ギターヒーロー
- 2007年 - Portal
- 2008年 - リトルビッグプラネット
- 2009年 - アンチャーテッド 黄金刀と消えた船団（Uncharted 2: Among Thieves）
- 2010年 - Mass Effect 2
- 2011年 - Portal 2
- 2012年 - FEZ (インディーゲーム)
- 2013年 - スーパーマリオ 3Dワールド
- 2014年 - マリオカート8
- 2015年 - Bloodborne
- 2016年 - オーバーウォッチ
- 2017年 - ゼルダの伝説 ブレス オブ ザ ワイルド
- 2018年 - Tetris Effect
- 2019年 - Outer Wilds
- 2020年 - HADES
- 2021年 - Unpacking アンパッキング
- 2022年 - ELDEN RING
- 2023年 - コクーン (ゲーム)（英語版）
- 2024年 - インディ・ジョーンズ/大いなる円環（英語版）

## GameSpot
GameSpot Game of the Year の受賞作品はGameSpotの編集者によって選ばれている。
Game of the Year 受賞作品
- 1996年 - PC：ディアブロ
- 1997年 - PC：Total Annihilation（英語版）
- 1998年 - コンソール：ゼルダの伝説 時のオカリナ　PC：Grim Fandango（英語版）
- 1999年 - コンソール：ソウルキャリバー　PC：エバークエスト
- 2000年 - コンソール：クロノ・クロス　PC：シムピープル（The Sims）
- 2001年 - コンソール：グランド・セフト・オートIII　PC：Serious Sam: The First Encounter
- 2002年 - メトロイドプライム
- 2003年 - ゼルダの伝説 風のタクト（The Legend of Zelda: The Wind Waker）
- 2004年 - World of Warcraft
- 2005年 - バイオハザード4（Resident Evil 4）
- 2006年 - Gears of War
- 2007年 - スーパーマリオギャラクシー
- 2008年 - メタルギアソリッド4
- 2009年 - Demon's Souls
- 2010年 - レッド・デッド・リデンプション
- 2011年 - The Elder Scrolls V: Skyrim
- 2012年 - 風ノ旅ビト（Journey）
- 2013年 - ゼルダの伝説 神々のトライフォース2（The Legend of Zelda: A Link Between Worlds）
- 2014年 - シャドウ・オブ・モルドール
- 2015年 - ウィッチャー3 ワイルドハント
- 2016年 - オーバーウォッチ
- 2017年 - ゼルダの伝説 ブレス オブ ザ ワイルド
- 2018年 - レッド・デッド・リデンプション2
- 2019年 - SEKIRO: SHADOWS DIE TWICE
- 2020年 - Half-Life: Alyx
- 2021年 - DEATHLOOP
- 2022年 - ELDEN RING
- 2023年 - バルダーズ・ゲート3
- 2024年 - メタファー:リファンタジオ

## GamesRadar+
Future PLC.の子会社Future US, Inc.が運営しているGamesRadar+でも、GamesRadar+ Game of the Yearの受賞作品の選出を行なっている。また、GamesRadar+は、現在は「Golden Joystick Awards」の主催も行なっている。ただ、GJAの主催と、この場でのGamesRadar+としての選出は、あくまでそれぞれ関係がない別のことである。
- 2006年 - ゼルダの伝説 トワイライトプリンセス
- 2007年 - The Orange Box
- 2008年 - Fallout 3
- 2009年 - バットマン アーカム・アサイラム
- 2010年 - レッド・デッド・リデンプション
- 2011年 - Portal 2
- 2012年 - ウォーキング・デッド
- 2013年 - The Last of Us
- 2014年 - Destiny
- 2015年 - メタルギアソリッドV ファントムペイン
- 2016年 - タイタンフォール2
- 2017年 - ゼルダの伝説 ブレス オブ ザ ワイルド
- 2018年 - ゴッド・オブ・ウォー
- 2019年 - Control
- 2020年 - HADES
- 2021年 - DEATHLOOP
- 2022年 - ELDEN RING
- 2023年 - バルダーズ・ゲート3
- 2024年 - HELLDIVERS 2（英語版）

## IGN
IGN Game of the Yearの受賞作品はIGNのプロの編集者によって選ばれている。IGNは、2008年では「世界で最も訪問されたテレビゲーム関連のウェブサイト」である。
- 2001年 - Halo: Combat Evolved
- 2002年 - バトルフィールド1942
- 2003年 - Star Wars: Knights of the Old Republic
- 2004年 - ハーフライフ2
- 2005年 - ゴッド・オブ・ウォー
- 2006年 - 大神
- 2007年 - スーパーマリオギャラクシー
- 2008年 - Fallout 3
- 2009年 - アンチャーテッド 黄金刀と消えた船団（Uncharted 2: Among Thieves）
- 2010年 - Mass Effect 2
- 2011年 - Portal 2
- 2012年 - 風ノ旅ビト（Journey）
- 2013年 - The Last of Us
- 2014年 - ドラゴンエイジ:インクイジション
- 2015年 - ウィッチャー3 ワイルドハント
- 2016年 - オーバーウォッチ
- 2017年 - ゼルダの伝説 ブレス オブ ザ ワイルド
- 2018年 - ゴッド・オブ・ウォー
- 2019年 - Control
- 2020年 - HADES[22]
- 2021年 - Forza Horizon 5[23]
- 2022年 - ELDEN RING
- 2023年 - ゼルダの伝説 ティアーズ オブ ザ キングダム
- 2024年 - メタファー:リファンタジオ

## IGN Japan
本家本元のIGN USに対しての日本版ウェブサイトという立ち位置で、Ziff Davisからライセンスを受けて産経デジタルが2016年から運営しているIGN Japanでも、また同年からIGN Japan Game of the Yearの受賞作品の選出を行なっている。選出の流れは、IGN Japan編集部内での意見を集計した投票によるものであり、最終結果は10本にまで絞り「TOP 10」ランキング形式で順位の発表、1位の選出結果発表を行なっている。対象の範囲として「日本語版が存在するゲームのみ」という条件が設けられている。
- 2016年 - ペルソナ5
- 2017年 - ゼルダの伝説 ブレス オブ ザ ワイルド
- 2018年 - レッド・デッド・リデンプション2
- 2019年 - SEKIRO: SHADOWS DIE TWICE
- 2020年 - ファイナルファンタジーVII リメイク
- 2021年 - サイバーパンク2077（PC版）
- 2022年 - ELDEN RING
- 2023年 - ゼルダの伝説 ティアーズ オブ ザ キングダム
- 2024年 - SILENT HILL 2（リメイク版）